# Ihar Hermjantschuk
Ihar Hermjantschuk (* 1. Januar 1961 in Strakawitschy bei Swetlahorsk, Weißrussische Sozialistische Sowjetrepublik, Sowjetunion; † 29. April 2002 in Minsk) war ein oppositioneller belarussischer Politiker und Journalist, Chefredakteur der Minsker Oppositionszeitung „Swaboda“ (Freiheit) und des „Kurjer“ Magazin.

## Ausbildung
Ihar Hermjantschuk studierte an der Belarussischen Staatlichen Universität in Minsk Journalistik.

## Politische Tätigkeit
In den letzten Jahren der Sowjetunion engagierte sich Hermjantschuk für die Unabhängigkeit Weißrusslands und wurde Mitglied der oppositionellen Belarussischen Volksfront (BNF). 1990 wurde er mit 29 Jahren einer der jüngsten Abgeordneten in der Geschichte des Obersten Sowjets der Weißrussischen SSR. 1995 trat er aus Protest gegen das von Staatspräsident Aljaksandr Lukaschenka initiierte Referendum über die staatlichen Symbole und die Amtssprache der Republik Belarus gemeinsam mit anderen Abgeordneten der BNF in Hungerstreik. Lukaschenka strebte mit dem Referendum eine Abschaffung der auf die vorsowjetische Zeit und die weißrussische Unabhängigkeitsbewegung zurückgehende Staatssymbolik sowie eine Aufwertung des Russischen zur zweiten Amtssprache an. In der Nacht auf den 12. April 1995 wurde der Hungerstreik gewaltsam beendet. Die BNF-Abgeordneten wurden nach eigenen Angaben von den Sicherheitskräften misshandelt.

## Journalistische Tätigkeit
Ihar Hermjantschuk war Chefredakteur der Zeitung „Swaboda“, die unter seiner Führung zu einem wichtigen belarussischen Oppositionsmedium wurde. Wegen regimekritischer Veröffentlichungen wurde viermal gegen Hermjantschuk ermittelt. 1997 wurde Swaboda die Zeitungslizenz entzogen. Bereits ein Jahr später startete Hermjantschuk jedoch ein neues Projekt unter dem Namen Nawiny (deutsch Nachrichten).

## Tod
Ihar Hermjantschuk starb 2002 an Krebs.